# Біржовий трейдер
Біржовий трейдер, або маклер (англ. floor trader) — це учасник фондової або товарної біржі, який торгує за свій рахунок. Біржовий трейдер повинен дотримуватися правил торгівлі, подібних до правил біржових спеціалістів, які торгують від імені інших. Цей термін не слід плутати з посередником. Біржових трейдерів іноді називають зареєстрованими конкурентними торговцями, окремими постачальниками ліквідності або «місцевими».
Ці трейдери беруть участь у скринінговому процесі, перш ніж вони зможуть торгувати на біржі. Вони перебувають у відкритій «системі протесту», яку поступово замінюють автоматизовані торгові системи та комп'ютери, які працюють так само, як і люди, без взаємодії людей, які купують та продають акції.

## Шлях біржового трейдера
Процес становлення біржового трейдера, особливо для тих, хто має недостатній капітал, мало знань та досвіду, часто починається з роботи клерком. Не є необхідним закінчувати фаховий факультет в університеті, і дуже мало торговців, що працюють на біржах, використовували це для початку своєї кар'єри. Ті, хто здобув вищу освіту, рідко мають перевагу над іншими трейдерами, які навчились самотужки, фактично перебуваючи на біржі і торгуючи.
Потрібно набути багато досвіду на фондових біржах, оскільки це надзвичайно швидке та конкурентне робоче середовище. Це має вирішальне значення для того, щоб стати успішним трейдером. Деякі можуть вирішити працювати у брокерській установі, щоб отримати уявлення про те, як функціонує система, або, як зазначено вище, працювати клерком чи торговим контролером для іншої особи. Це часто потрібно для того, щоб заощадити гроші на придбання членства, яке може бути дорогим, хоча його можна орендувати щомісяця, а не купувати одразу.
Кожен біржовий трейдер повинен подати заповнену онлайн-форму 8-R та мати картку відбитків пальців. Вони також повинні мати підтвердження на контрактному ринку, що їм надано торгові привілеї для роботи на торговому полі. Для отримання сертифікату як біржового трейдера також потрібно отримати безповоротну плату за подання заявки на торгівлю, яка коштує 85 доларів США.

## Технології
Першою головною електронною альтернативою був Instinet — машина, яка могла обійти торговий зал і обробляти заявки особисто. Однак він був на підйомі лише до 1980-х років, але був важливим гравцем, разом з Bloomberg та Archipelago. Використання електронних девайсів для виконання завдань, що виконуються трейдерами, зростало з роками, проте в США існує багато бірж, таких як NYSE, які вважають за краще використовувати метод відкритого виступу, який передбачає вербальне спілкування. Переваги використання цієї системи полягають у тому, що торговці можуть «зчитувати» людей та перевіряти результати з набагато нижчим рівнем помилок порівняно з комп'ютерами, які не можуть сприймати словесні сигнали.